# Дюбуа, Жан Антуан
Жан Антуан Дюбуа (1765—1848) — французский исследователь и католический миссионер, проповедовавший в Индии.
Был рукоположен в епархии Вивье в 1792 году и отплыл в Индию в том же году в рамках Missions étrangères. Сначала он был приписан к миссии в Пондишери и работал в южных районах будущего Мадрасского президентства. После падения Серингапатама в 1799 году он отправился в Майсур для реорганизации местной христианской общины, которая была разрушена Типу Султаном.
Среди прогрессивных новшеств, которые он ввёл среди своей паствы, было создание земледельческих колоний и введение вакцинации в качестве профилактического средства против оспы. Однако его основной работой, благодаря которой он остался в истории, было ведение записей о нравах, обычаях и обрядах индийцев. Сразу по прибытии в Индию он решил, что работа христианских миссионеров в этой стране может быть основана только на тщательном знакомстве с внутренней жизнью и нравами коренного населения. Вследствие этого он отрёкся от европейского общества, стал носить местную одежду и постарался сделать свой костюм и привычки настолько похожими на индийские, насколько мог. Как сообщается, он встречал необычную доброжелательность среди индийцев всех каст и сословий, и во многих регионах Южной Индии о нём ещё спустя много десятилетий после его смерти отзывались с любовью и уважением как о «сыне князя, благородном европейце».
Хотя Дюбуа скромно отрицал то, что является писателем, его многочисленные записи были не столько выписками из индуистских священных книг, сколько результатами его собственных осторожных и ярких наблюдений, и именно это обстоятельство вместе с его необычной проницательностью сделало его работы ценными для современников и потомков.